# Schefflera distractiflora
Schefflera distractiflora är en araliaväxtart som först beskrevs av Hermann August Theodor Harms, och fick sitt nu gällande namn av David Gamman Frodin. Schefflera distractiflora ingår i släktet Schefflera och familjen araliaväxter. Inga underarter finns listade.